# Erna Frins
Erna Martha Frins Pereira (Paysandú, Uruguay, 31 de diciembre de 1960) es una física uruguaya. Se desempeña como docente e investigadora en la Universidad de la República de Uruguay. Fue presidenta de la Sociedad Uruguaya de Física entre 2007 y 2011. En 2012 ganó el Premio Nacional L'Oréal-UNESCO «Por las mujeres en la ciencia» por sus investigaciones en física del medio ambiente.

## Trayectoria
Entre 1979 y 1986 cursó estudios de Química y de Física en la Universidad de la República. En 1992 obtuvo el título de Diplom-Physikerin en la Universidad Técnica de Berlín, Alemania, con una tesis sobre las propiedades de láseres sintonizables de estado sólido. En 1992 ingresó al Instituto de Física de la Facultad de Ingeniería de la Universidad de la República. En 1998 completó su doctorado en Ciencias (Dr.phil.nat), especialidad Física, en la Universidad de Fráncfort (Johann-Wolfgang-Goethe), a partir del estudio de aplicaciones en óptica de las fases topológicas.
Desde 1999 coordina un equipo de investigación enfocado en el desarrollo de métodos ópticos para el monitoreo remoto de la atmósfera, en el Instituto de Física, Grupo de Óptica Aplicada, de la Universidad de la República. Es docente Grado 5, Profesora Titular de la Facultad de Ingeniería de la Universidad de la República e investigadora Grado 5 del Programa de Desarrollo de las Ciencias Básicas (PEDECIBA). Desde 2004 es investigadora activa del Sistema Nacional de Investigadores de Uruguay.
Fue presidenta de la Sociedad Uruguaya de Física por dos períodos consecutivos, entre 2007 y 2011.
Ha llevado adelante numerosos proyectos de investigación en distintas áreas científicas, y cuenta con más de 60 publicaciones en medios científicos.
Participa activamente en la divulgación y promoción de la visibilidad de las mujeres en la Ciencia.
Desde 2018 realizó sus investigaciones con un equipo multidisciplinar en diferentes camposː ingeniería, física, química, matemáticas y biología, Se centró en la física del medioambiente antártico: métodos para el estudio de la atmósfera. Defiende el potencial enorme para estudiar en equipo con otras áreas científicas y compartir la información en el entorno antártico incidiendo en la innovación en la forma de ver la atmósfera.

## Premios y reconocimientos
En 2012 ganó el Premio Nacional L'Oréal-UNESCO«Por las mujeres en la ciencia», por su proyecto Métodos ópticos para el estudio de emisiones gaseosas generadas en la operación de centrales térmicas. El proyecto se aboca al desarrollo de un método óptico para el estudio de las emisiones de gas en las centrales térmicas. La tecnología permite ubicar en el tiempo y el espacio los gases que contaminan la atmósfera, situando esos gases en una coordenada concreta.